# Eupithecia cauditornata
Eupithecia cauditornata är en fjärilsart som beskrevs av Louis Beethoven Prout 1931. Eupithecia cauditornata ingår i släktet Eupithecia och familjen mätare. Inga underarter finns listade i Catalogue of Life.